# Louis Dupré

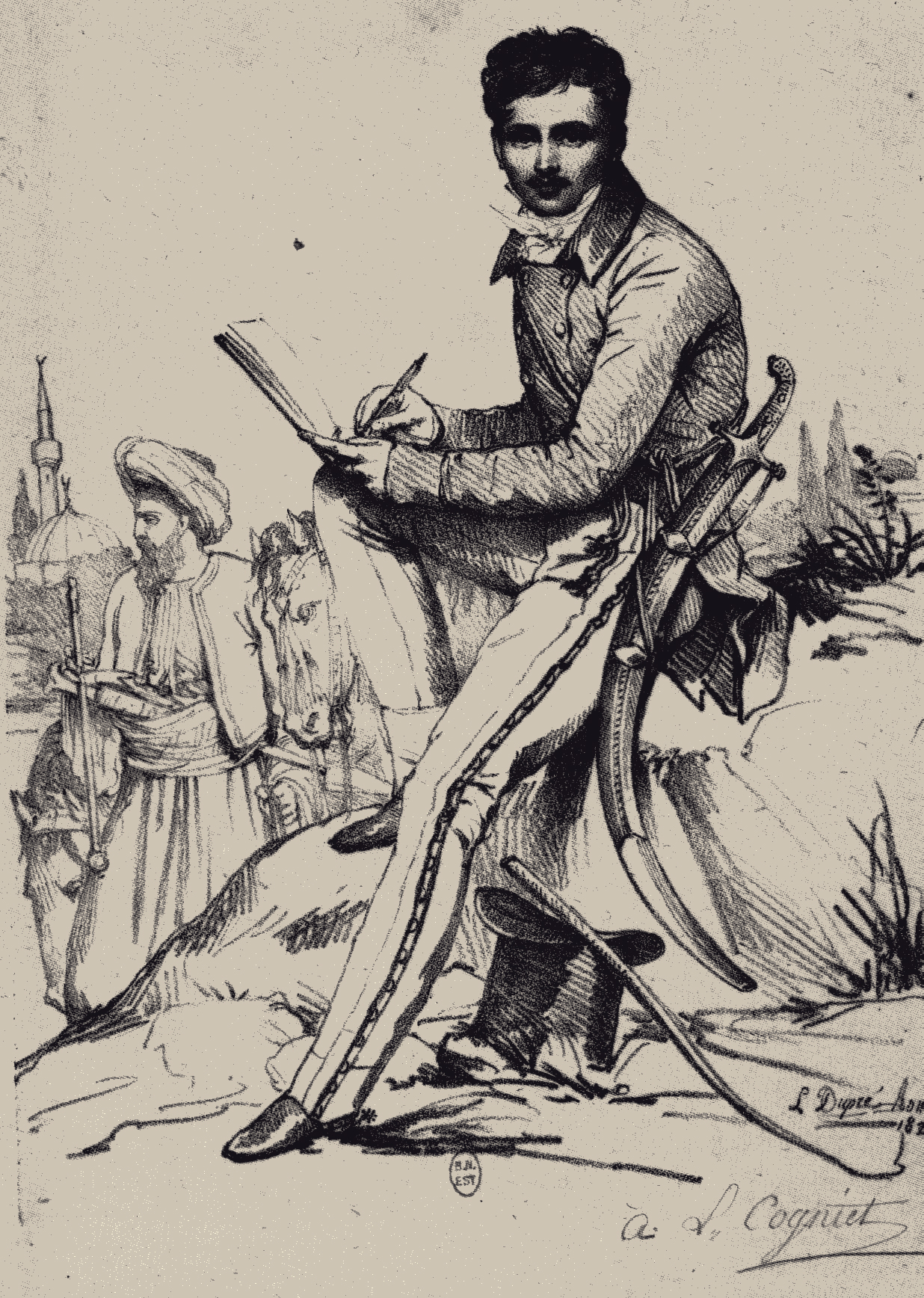
Autorretrato de Louis Dupré (1821)

Louis Dupré (Versalles, 1789-París, 1837) fue un pintor y dibujante francés.

## Biografía
Nacido el 9 de enero de 1789 en Versalles, estudió durante algún tiempo en el taller de David. En 1812 el cardenal Fesch le envió a Kassel, donde entró en la corte de Jérôme como pintor ordinario. Fue autor de un cuadro que representaba a Jérôme sauvant la vie à l'un de ses gardes. Como recompensa, el rey le envió a Italia, pasando por ejemplo por Bolonia. De Roma envió al Salón de 1824 un cuadro de Camilo persiguiendo a los galos, una Vista de Atenas y un retrato de Ali-Pacha cazando en el lago de Butrinto. Visitó lugares como la Morea, Atenas, Constantinopla y Albania.
Retornado a París hacia 1827, se instaló en un pequeño taller dela calle Cassette y continuó exponiendo con bastante regularidad pinturas y acuarelas realizadas a partir de sus bocetos en Oriente. Del Salón de 1827 pueden mencionarse otra Vista de Atenas y un Griego exhibiendo su estandarte. Otras obras suyas fueron La vierge de la Thyamis, Vista de las Termópilas, Repas du gouverneur d'Athènes, Rue d'Athènes, Camp du prince Soutzo. Acuarelas y dibujos suyos fueron reunidos en un álbum de litografías. También pintó Boda griega y Príncipe armenio y su esposa. En 1833 expuso una acuarela representando a Louis-Philippe de pie, además de realizar los retratos de Pradier, Letronne, Théodore Pélicier, Théodore Villenaye y de dos jóvenes.
En 1837 envió al Salón un gran cuadro representando el Couronnement de la première rosière par saint Médard. Falleció en París el 12 o 13 de octubre de 1837.